# Réka Benkóová
Réka Benkóová (* 8. dubna 1989) je maďarská sportovní šermířka, která se specializuje na šerm šavlí. Maďarsko reprezentuje od prvního desetiletí jednadvacátého století. V roce 2008 obsadila třetí místo na mistrovství Evropy.